# Хамитов, Рамиль Равильевич
Рамиль Равильевич Хамитов (род. 26 декабря 1974) — казахстанский футболист, тренер. С 19 лет начал играть за целиноградскую команду «Целинник», где провел шесть сезонов. Непосредственно основным вратарем был в 1995—1996 годах. В 1998 году играл за другой городской клуб «Наша Кампания». В 1999 году сыграл пять игр за степногорскую команду «Акмола». В 2000 году в составе «Наша Кампания» выиграл бронзовые медали Первой лиги Казахстана.
После профессиональной карьеры работал детским тренером. В 2018 году являлся тренером по вратарям женской сборной Казахстана до 17 лет. В 2019 году Хамитов стал тренером вратарей новой команды второй лиги «СДЮХШОР № 8», которая выигрывает это первенство.